# Virgil Stanciu
Virgil Stanciu (n. 4 noiembrie 1941, Blaj, Alba, România – d. 11 iulie 2023, Cluj-Napoca, România) a fost un anglist, traducător și eseist român. A publicat numeroase traduceri din literatura engleză și a obținut câteva premii pentru traduceri ale Uniunii Scriitorilor din România.

## Biografie
S-a născut la Blaj în familia profesorului de limba română Virgil Stanciu și a profesoarei de limba latină Margareta (n. Sabău). A urmat studiile elementare și medii la Liceul „Emil Racoviță” din Cluj, apoi a studiat la Facultatea de Filologie a Universității din Cluj, secția engleză-română (1959–1964). A obținut în 1974 titlul de doctor în filologie al Universității din Cluj cu teza Thomas Wolfe, romancier american la început de secol.
După absolvirea facultății a intrat în învățământul superior, lucrând mai întâi ca preparator la Universitatea „Al. I. Cuza” din Iași (1964–1965), apoi ca preparator la Institutul Agronomic din Cluj (1965–1966) și în cele din urmă ca asistent (1966–1972), lector (1972–1981), conferențiar (1981–1990) și profesor (1990–2007) la Catedra de filologie germanică a Facultății de Litere din cadrul Universității din Cluj. A predat cursurile de Literatura si civilizația engleză, Literatura americană, Limba engleză curs practic, Studii culturale americane și Studii culturale irlandeze. A fost în două rânduri șef al Catedrei de filologie germanică (1990–1992, 2000–2007). A urmat studii de specializare în limba engleză ca bursier ACLS la University of North Carolina at Chapel Hill (1971–1972), precum și în Anglia (1970; 1979) și Irlanda (1999), a predat ca lector la School of Slavonic and East European Studies din cadrul University of London (1990–1992) și ca prof. invitat la University of Nevada din Reno (2003).
A desfășurat o bogată activitate științifică care-l îndreptățește să fie considerat drept unul dintre cei mai importanți angliști și americaniști români. A publicat în 1977 volumul Orientări în literatura Sudului american și a abordat în studiile ulterioare istoria literaturii engleze, acordând atenție în special perioadei fin-de-siècle și începutului secolului al XX-lea, dar analizând și texte literare ale altor epoci. A încercat să insufle studenților săi cunoașterea la nivel practic a limbii engleze.

## Activitatea literară
Virgil Stanciu a debutat cu recenzii literare în 1965 în revista clujeană Steaua, colaborând ulterior, de asemenea, cu studii și recenzii literare sau cu traduceri din literatura engleză la revistele Tribuna, Vatra, Luceafărul, România literară, Ateneu, Familia, Studia Universitatis „Babeș-Bolyai”, Echinox, Cahiers roumains d’études littéraires, Apostrof și Literatorul. A încercat să scrie proză originală, dar a renunțat curând, și s-a dedicat traducerilor din limba engleză (Charles și Mary Lamb, Tobias Smolett, Joseph Conrad, Iris Murdoch, David Lodge, William Trevor, Ian McEwan etc.), caracterizate printr-o metodă „rafinată, fină și subtilă”.
A colaborat la elaborarea Dicționarului scriitorilor români, I–IV (1995–2002), creând cu rigoare științifică portrete ale unor traducători și angliști români. Este autorul primului Dicționar de angliști și americaniști români (2008), care conține numeroase portrete de personalități românești ale acestei ramuri ale filologiei: întemeietori ai anglisticii și americanisticii românești (Dragoș Protopopescu, Ana Cartianu, Andrei Bantaș, Leon Levițchi, Dan Duțescu, Dumitru Chițoran, Alexandra Cornilescu, Rodica Mihăilă), scriitori care au realizat traduceri din literatura engleză (Lucian Blaga, George Coșbuc, Mircea Eliade, Nicolae Iorga), angliști români stabiliți în străinătate (Virgil Nemoianu, Marcel Cornis Pope) și tineri angliști (Nadina Vișan). Profesoara universitară Lidia Vianu considera acest dicționar drept o contribuție importantă la cunoașterea istoriei literaturii române care „pune capăt marginalizării anglistului român” și „marchează momentul recunoașterii angliștilor și americaniștilor români ca parte din cultura română”.
Activitatea sa de traducător a fost apreciată prin acordarea unor premii: Premiul pentru traducere la Salonul Cărții din Cluj (1998), Premiul Consiliului Britanic pentru traducere din romanul britanic modern (2000), Premiul Uniunii Scriitorilor pentru traduceri (2001), Premiul Uniunii Scriitorilor din România, Filiala Cluj, pentru traduceri (2003, 2007, 2009). A primit, de asemenea, titlul de Doctor honoris causa al Universității „Petru Maior” din Târgu Mureș (2013).
În opinia lui, un traducător trebuie să aibă mai multe calități: „în primul rând trebuie să stăpânească foarte bine cele două limbi, cum spun specialiștii, limba de bază și limba țintă. E important [...] pentru un traducător dintr-o limbă străină în limba română, să știe bine românește, să aibă un vocabular cât mai bogat, îmbogățit de lecturi. Apoi, este esențial să empatizezi cu scriitorul pe care-l traduci, trebuie să-i cunoști bine opera, să știi unde să plasezi cartea pe care o traduci, să fii familiarizat cu tematica lui specifică, cu universul în care de obicei rămâne și despre care scrie. Foarte important este să ai o cultură generală pentru a înțelege toate aluziile culturale din text”.

## Opera
- Orientări în literatura Sudului american, Ed. Dacia, Cluj-Napoca, 1977;
- A History of English Literature – From Pater to Wells, Tipografia Universității Babeș-Bolyai, Cluj-Napoca, 1981;
- Modern English Plays (coeditare), Tipografia Universității, Cluj, 1980;
- Studies in the 18th and 19th century English Novel (coord. și coautor), CUP, 1987;
- Studies in the British Novel of the First Half of the 20th Century (coord. și coautor), CUP, 1988;
- Studies in the Contemporary British Novel (coord. și coautor), CUP, 1989;
- Engleza cu lacrimi, în colab. cu Ileana Galea, Ed. Dacia, Cluj, 1998;
- Războiul gândului cu literele. Eseuri de literatură engleză și americană, Ed. Tribuna, Cluj, 2004;
- The Transition to Modernism in English Literature, Editura Limes, Cluj-Napoca, 2007;
- Dicționar de angliști și americaniști români, Editura Tribuna, Cluj-Napoca, 2008 (ed. a II-a, Ed. Limes, Cluj-Napoca, 2016).

### Traduceri
- Charles și Mary Lamb, Povestiri după Shakespeare, Cluj-Napoca, 1977;
- Tobias Smollett, Aventurile lui Peregrine Pickle, I-II, București, 1986;
- Joseph Conrad, Corsarul. Falk, Cluj-Napoca, 1988;
- Iris Murdoch, Mașina de iubit, cea sacră și profană, Cluj-Napoca, 1991;
- Joseph Conrad, Trăsnaia lui Almayer, Cluj-Napoca, 1992;
- William Styron, Sophie a ales, București, 1994;
- Larry Watts, O Cassandră a României: Ion Antonescu și lupta pentru reformă, în colab. cu Liliana Pop, București, 1994;
- Dorothy L. Sayers, Cele cinci piste false, București, 1994;
- Wilfried Bion, Seminarii braziliene, New York – Cluj, 1995;
- David Lodge, Schimb de dame, București, 1995 (ed. a II-a, Iași, 2001; ed. a III-a, 2003);
- ***, Twelve. A Romanian Science Fiction Anthology, Timișoara, 1995;
- Adrian Marino, The Biography of the Idea of Literature, în colab. cu Ch. A. Carlton, New York, 1996;
- Julian Barnes, Papagalul lui Flaubert, București, 1997;
- William Trevor, Călătoria Feliciei, București, 1998;
- Ian McEwan, Câinii negri, București, 1999;
- ***, Filosofia americană, I, selecția textelor, pref. și note introductive de Andrei Marga, București, 2000;
- E. L. Doctorow, Cartea lui Daniel, București, 2000;
- Valentin Marica, Aluviuni/Alluvia, ed. bilingvă, Cluj-Napoca, 2000;
- Calinic Argatu, Peace and Rejoicing with Brâncuși, 2001;
- Ian McEwan, Amsterdam, Iași, 2001;
- Matei Călinescu, A citi, a reciti, Iași, 2003;
- David Lodge, Gânduri ascunse, Iași, 2003;
- Thiery de Duve, Kant după Duchamp, Cluj-Napoca, 2003;
- Ian McEwan, Ispășire, Iași, 2003;
- Ian McEwan, Inocentul, 2004 (ed. a II-a, 2011);
- George Steiner, Maeștri și discipoli, 2005;
- F. Scott Fitzgerald, Dincoace de Paradis, 2005;
- F. Scott Fitzgerald, Un diamant cât Hotelul Ritz, Polirom, 2006;
- Julian Barnes, Arthur & George, Nemira, 2007;
- Margaret Atwood, Ochi de pisică, Ed. Leda, 2007;
- William Trevor, Tăcerea din grădină, Leda, 2009;
- A.S. Byatt, Pasiune, Nemira, 2009;
- Mihai Spăriosu, A șaptea scrisoare. O enigmă filosofică la Academia lui Platon, Humanitas, 2010;
- William Styron, Dați foc acestei case, 2011;
- A.S. Byatt, Cartea copiilor, 2012;
- V.S. Naipaul, Enigmatica sosire, 2013 (The Enigma of Arrival, Penguin Books, 1987);
- T.S. Eliot, Eseuri alese (critică literară), 2013, ediție revizuită;
- Norton Juster, Vama fantomă, Ed. „Arthur”, București, 2013;
- Toni Morrison, Preaiubita, Ed. „Art”, București, 2014;
- Eva Illouz, De ce doare dragostea, Ed. „Art”, București, 2015;
- Raymond Chandler, Regele în galben, Ed. „Nemira”, București, 2016.